# 6 pallottole per 6 carogne
6 pallottole per 6 carogne (The Jackals) è un film western del 1967 diretto da Robert D. Webb e interpretato da Vincent Price.
È il remake di Cielo giallo (Yellow Sky) del 1948 anch'esso basato su un romanzo di W.R. Burnett.

## Produzione
Il film, diretto da Robert D. Webb su una sceneggiatura di Harold Medford e Lamar Trotti (autore della sceneggiatura di Cielo giallo) con il soggetto di W.R. Burnett (autore del romanzo originario), fu prodotto da Hyman Kirstein e Robert D. Webb per la Killarney Film Studios e la Twentieth Century Fox Film Corporation e girato in Australia e in Sudafrica.

## Distribuzione
Il film fu distribuito in Sudafrica dal 15 novembre 1967.
Alcune delle uscite internazionali sono state:
- negli Stati Uniti il 20 settembre 1994 (The Jackals, distribuito dalla Twentieth Century Fox)
- in Grecia (Ta tsakalia tou West)
- in Italia (6 pallottole per 6 carogne)

### Promozione
La tagline è: "There was never a breed like these ruthless seven!".

## Critica
Secondo il Morandini è un film convenzionale e senza sorprese che si avvale di una buona interpretazione di Vincent Price.